# 샤프트 (1971년 영화)
《샤프트》(영어: Shaft)는 1971년 개봉한 미국의 블랙스플로이테이션 범죄 액션 스릴러 영화이다. 리처드 라운트리가 제목의 주인공을 연기하였다.
주제곡  "Theme from Shaft"가 1972년 제44회 아카데미상 주제가상을 받으면서 아이작 헤이스는 이 부문에서 수상에 성공한 최초의 흑인이 되었다. 제14회 그래미상에서도 영화 주제가상을 수상했으며, OST 음반은 올해의 앨범상 후보에 올랐다.
2000년 미국 의회도서관에 의해 문화적으로, 역사적으로, 미적으로 중요함을 인정받아 미국 국립영화등기부에 선정, 보존되었다.
비평과 흥행 양면에서 성공하면서 두 편의 속편 《Shaft's Big Score!》(1972)와 《Shaft in Africa》(1973)가 연이어 개봉했다. 다시 2000년에 리처드 라운트리가 조연으로 출연하고 새뮤얼 L. 잭슨이 주인공인 조카를 연기한 동명 속편이 나왔으며, 소급적 연속성이 적용되어 두 사람이 부자 관계로 설정된 또 다른 동명 속편이 2019년 공개되었다.

## 줄거리
1971년 1월. 탐정 존 섀프트는 자신을 염탐하던 갱단원들과 싸움을 벌이고, 그 과정에서 갱단원 하나가 창문 밖으로 떨어져 사망한다. 빅 앤드로지 경위는 사고에 불과하다고 진술하는 섀프트에게 그가 직접 사건을 조사할 수 있도록 48시간의 말미를 준다. 
섀프트는 갱단원들에게 자신을 데려오라고 명령했던 할렘 흑인 범죄 조직 두목 "범피" 조너스와 만남을 갖는다. 범피는 딸이 코사 노스트라에게 납치를 당해 섀프트에게 일을 맡기려고 했던 것뿐이라고 밝힌다. 이를 수락한 섀프트는 흑인 무장 단체 지도자 벤 뷰퍼드와 힘을 합쳐 함께 범피의 딸을 찾기 시작한다. 한편 앤드로지는 이 상황이 일반 대중에게는 그저 흑백 갈등으로 비춰져 인종 전쟁으로 비화될까봐 우려한다.   

## 출연진
- 리처드 라운트리 - 존 섀프트 역
- 모지스 건 - "범피" 조너스 역
- 찰스 초피 - 빅 앤드로지 경위 역
- 크리스토퍼 세인트존 - 벤 뷰퍼드 역
- 궨 미첼 - 엘리 무어 역
- 로런스 프레스먼 - 톰 해넌 역
- 빅터 아널드 - 찰리 역
- 토니 킹 - 데이비스 역
- 앤토니오 파개스 - "벙키" 역

## 기타 제작진
- 협력 제작: 데이비드 골든
- 배역: 주디스 램
- 미술: 이매뉴얼 제라드
- 의상: 조지프 G. 올리시